# دوري كرة القدم الأمريكية 1941–42
دوري كرة القدم الأمريكية 1941–42 هو موسم من دوري كرة القدم الأمريكية ‏. فاز فيه Uhrik Truckers ‏.